# Trobairitz

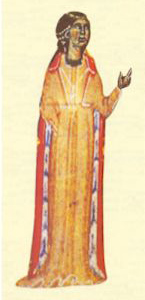
La trobairitz Beatritz de Dia.

Une trobairitz, forme féminine de troubadour en langue d'oc, est une poétesse et compositrice d'expression occitane ayant vécu dans le sud de la France aux XIIe et XIIIe siècles. En langue d'oïl (français du Nord), c'est une trouveresse.
On trouve pour la première fois ce mot dans le roman de Flamenca du XIIIe siècle
Les trobairitz ont composé et interprété des vers pour les cours de la noblesse occitane. Leur présence dans l'histoire de la musique est exceptionnelle dans la mesure où elles sont les premières compositrices de musique profane occidentale connues, et également les premières ayant écrit de la musique sacrée.
Comme les troubadours, les trobairitz faisaient partie de la société courtoise, par opposition à leurs homologues de condition ordinaire, les joglaresses (en français, « jongleuses »). Les trobairitz identifiées dans les manuscrits étaient de naissance noble et dotées d'une bonne instruction littéraire, comme Marie de Ventadour ou la comtesse de Die (Beatritz de Dia).

## Œuvres
Il reste bien peu d'écrits des trobairitz (une trentaine d'écrits environ) et encore moins de leur production musicale, puisque seule la partition de A chantar m'er de so que no volria, de la comtesse de Die, a traversé les siècles. Les écrits poétiques des troubadours et trobairitz étaient des cansos (chansons), des tensons (dialogues entre deux ou trois poètes, soit entre femmes : Almucs de Castelnou et Iseut de Capio ; Alaïs, Iselda et Na Carenza) soit entre femme et homme (Alamanda et Guiraut de Bornelh ; Maria de Ventadorn et Gui d'Ussel ; Isabella et Ilias Cairel ; Na Lombarda et Bernat Arnaut d'Armanhac ; Guilhelma de Rosers et Lonfranc Cigala ; Gansizda-Gersande de Forcalquier et un troubadour anonyme) soit entre hommes ; et des sirventès (débats socio-politiques).

## Quelques trobairitz
- Na Alamanda
- Almucs de Castelnou
- Azalaïs d'Altier
- Azalaïs de Porcairagues
- Beatritz de Romans
- Beatritz de Dia
- Na Carenza
- Na Castelloza
- Clara d'Anduze
- Garsenda de Proença
- Gaudairenca[2]
- Gormonda de Monpeslier
- Guillelma de Rosers
- Isabella
- Iseut de Capio
- Na Iselda (Alasaina Yselda ou Yselda)
- Lisa de Londres
- Lombarda
- Marie de Ventadour
- Na Tibors de Sarenom